# Stigmella symmora
Stigmella symmora là một loài bướm đêm thuộc họ Nepticulidae. Nó là loài duy nhất được tìm thấy ở miền nam Gulf bờ biển của Nam Úc.
Sải cánh dài 5.2-5.7 mm đối với con đực và 5–6 mm đối với con cái.
Ấu trùng có thể ăn Dodonaea viscosa. Chúng ăn lá nơi chúng làm tổ.